# The Brains
The Brains was een rockband uit Atlanta, Georgia, Verenigde Staten in de vroege jaren 1980, geleid door liedschrijver Tom Gray. Hun debuutalbum uit 1980, The Brains getiteld, werd geproduceerd door Steve Lillywhite voor Mercury Records. Deze compositie is waarschijnlijk het meest opmerkelijk door het zelfgeschreven lied, "Money Changes Everything", dat drie jaar later werd gecoverd door Cyndi Lauper en een hit werd voor haar. Na een tweede Mercury opname in 1981, Electronic Eden (ook geproduceerd door Lillywhite) en vervolgens een onafhankelijk uitgegeven ep, Dancing Under Streetlight, ging de band uit elkaar. Een liedje van Electronic Eden, namelijk "Heart in the street", die op het album uit 1980 Chance van Manfred Mann's Earth Band staat onder de naam "Heart on the street.".
De band stond bekend om zijn live-optredens, zoals de optredens in juli 1980, de opening voor Devo aan Atlanta's Fox Theatre en het optreden als hoofdact op 22 mei 1982 op de Milestone Club in Charlotte, NC, Verenigde Staten.
Rick Price was de gitarist van The Brains. Hij trad toe in de De Georgia Satellites als bassist. Drummer Charles Wolff stierf aan kanker op 10 september 2010.

## Groepsleden
- Tom Gray - keyboards, zang
- Bryan Smithwick - bas
- Charles Wolff - drums
- Rick Price - gitaar, zang

## Albums
- 1980: The Brains
- 1981: Electronic Eden
- 1982: Dancing Under Streetlights (ep)